# Троїцький (Бурятія)
Троїцький (рос. Троицкий) — селище Баунтовського евенкійського району, Бурятії Росії. Входить до складу Сільського поселення Багдаринське.
Населення — 13 осіб (2015 рік).